# Onちゃん夢パワー大冒険!
『onちゃん夢パワー大冒険!』（onちゃんゆめパワーだいぼうけん!）は、北海道テレビ放送（HTB）にて2003年8月5日に単発で放送された、長編テレビアニメ。HTB初の自主制作アニメであり、「HTB開局35周年記念特別番組」として放送された。一部テレビ朝日系列局でも放送された。HTBのマスコットキャラクター「onちゃん」（声は篠原ともえ）を主人公としている。
東京国際アニメフェア2003「東京アニメアワードフィルムフェスティバル」（8月29日 - 9月5日開催）でも上映された。2004年11月24日に発売されたDVD「onちゃん」に収録されている。
HTBのバラエティ番組『水曜どうでしょう』とのコラボレーションも行われており、同番組での平岸高台公園での前枠・後枠を連想させるシーンでは、番組出演者の大泉洋と鈴井貴之が本人役で出演している。

## あらすじ
パレード星から地球にやってきたonちゃんと仲間達は、東京から札幌に引っ越しているケンタとハルカの兄妹が乗った飛行機に接触し、牧草地のど真ん中で出会う。親とはぐれてしまった兄妹が無事札幌の家に行けるよう、一緒に旅をするが、行く手には様々なアクシデントがあった。そんな旅の中、最初は引っ越しを嫌がっていたケンタの心にも変化が現れる。

## キャスト
キャラクターについては「onちゃん」、「onちゃんの仲間」を参照。
- onちゃん:篠原ともえ
- noちゃん:竹中直人
- okちゃん:荒木香恵
- 宮本ケンタ:津村まこと
- 宮本ハルカ:谷井あすか
- 宮本武司:森田順平
- 宮本淑美:山崎美貴
- 由美姉さん:池田ひかる
- アキさん:羽鳥靖子
- バスの運転手:辻親八
- onパパ:大木民夫
- onママ:沢田敏子
- 博士:水田わさび
- 助手:石川夕香
- meちゃん:並木のり子
- てんこちゃん:有園司
- マコト:岡本麻見
- アミ:新井里美
- ミスター&ぐち:鈴井貴之
- 大泉さん&キャタゴン:大泉洋

## スタッフ
- アニメーション制作:日本アニメーション
- 脚本:島田満
- キャラクターデザイン:佐藤好春
- 作画監督:才田俊次
- オリジナルデザイン:クリエイティブデザインzig
- 音楽:小六禮次郎
- プロデューサー:四宮康雅(北海道テレビ放送）・東雅子（北海道テレビ放送）・遠藤重夫（日本アニメーション）
- 監督:楠葉宏三
- エンディングテーマ曲:コブクロ「宝島」（ワーナーミュージック・ジャパン）
- 制作著作:北海道テレビ放送

## 放送局
| 放送対象地域           | 放送局                       | 系列           | 放送日時                               | 備考   |
| ---------------------- | ---------------------------- | -------------- | -------------------------------------- | ------ |
| 北海道                 | 北海道テレビ放送（HTB）      | テレビ朝日系列 | 2003年8月5日 19:00 - 19:54             | 制作局 |
| 北海道                 | 北海道テレビ放送（HTB）      | テレビ朝日系列 | 2003年12月29日 14:30 - 15:25（再放送） | 制作局 |
| 岐阜県・愛知県・三重県 | 名古屋テレビ放送（メ～テレ） | テレビ朝日系列 | 2003年10月13日 9:55 - 10：50           |        |
| 鹿児島県               | 鹿児島放送（KKB）            | テレビ朝日系列 | 2003年12月31日 9:00 - 9:55             |        |